# キガリ州
キガリ州（キガリしゅう、Kigali、ルワンダ語: Intara y'Umujyi wa Kigali）は、ルワンダを構成する5つの州のうちの一つ。ルワンダ中央部に位置する。州都はルワンダの首都でもあるキガリ。人口は約175万人（2022年国勢調査）。

## 設立まで
2006年1月1日にルワンダの地方行政区分が再編され、キガリ州が誕生した。キガリ州は再編以前のキガリとキガリ郊外県の一部からなる。

## 隣接州
- 北部州 (ルワンダ)
- 東部州 (ルワンダ)
- 南部州 (ルワンダ)

## 下位行政区画
1. ガサボ郡（英語版）（Gasabo）
2. キチュキロ郡（英語版）（Kicukiro）
3. ニャルゲンゲ郡（英語版）（Nyarugenge）

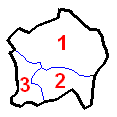
キガリ州の郡